# Newcastle (Utah)
Pour les articles homonymes, voir Newcastle.
Newcastle (ou New Castle) est une census-designated place située dans le comté d’Iron, dans l’État de l’Utah, aux États-Unis. Sa population s’élevait à 247 habitants lors du recensement de 2010.